# 조용일 가옥
조용일 가옥(趙鏞一 家屋)은 대한민국 경상북도 청송군 파천면 지경리에 있는 일제강점기의 건축물이다. 2010년 12월 1일 청송군의 문화유산 제20호로 지정되었다.

## 개요
생육신 중 어계 조려의 15세순인 조규진이 1939년 건립한 가옥이다.